# Anillo Energético Sudamericano

UNASUR

El Gasoducto Sudamericano fue un proyecto para construir una red de gasoductos en Sudamérica planteado en octubre del año 2005 a Perú ante el descubrimiento de los yacimientos de gas de Camisea. Es el segundo proyecto de la Unión de Naciones Suramericanas. Es un proyecto lamentablemente inviable en el corto y mediano plazo por dos motivos: en primer término es un proyecto tecnológicamente muy complejo y aún no cuenta con un estudio de factibilidad, es además muy caro y aún no se ha definido cómo se financiaría; en segundo término Perú ha decidido darle mayor valor agregado al gas en lugar de exportarlo como materia prima para lo cual se están instalando centrales petroquímicas en toda la costa sur del país.
El proyecto original involucraba a los siguientes países:
- Proveedores del gas:
  -  Perú
  -  Bolivia
  -  Venezuela
- Receptores del gas:
  -  Argentina
  -  Brasil
  -  Chile
  -  Paraguay
  -  Uruguay

## Datos
La construcción del Anillo Energético Sudamericano fue planteada por Chile a los países del Mercosur, Perú y Bolivia frente a su agravada crisis energética como última alternativa de éxito frente a sus declinentes abastecimientos de gas desde Argentina. En teoría el anillo energético iría hasta Brasil , pasando por Chile, pero en la práctica todo el gas de quedaría en Chile, para abastecer su mercado interno, esta realidad hizo que Perú desistiera de su implementación y decidió concentrarse en darle mayor valor agregado para su exportación al Asia , EE. UU. y Europa.
Su firma estaba propuesta para el 8 de diciembre del 2005 en Montevideo, un día antes de la reunión del Mercosur. Ahora, la firma está planeada para el 2006 ante una nueva tensión entre Bolivia y Perú contra Chile a causa de un diferendo marítimo ocurrido en el 2005 debido a la negativa de Chile de aceptar solucionar la mediterraneidad de Bolivia.
Hasta el 2013, Chile busca esforzadamente obtener gas de Perú, para lo cual promueve la idea de la "Complementación Económica Perú-Chile", hecho que es puesto en duda por el Perú, ya que potencialmente el país registra tasas altas de crecimiento económico y es muy probable que el recurso potencie tal crecimiento en el futuro y se le pueda agregar valor en los polos petroquímicos a desarrollar.

## Controversia y críticas
Según analistas peruanos, el Perú debería sumarse a la negativa boliviana de venderle gas a Chile como soporte al país altiplánico ante el rechazo de Chile a Bolivia de ofrecerle una salida al mar.
A raíz del conflicto de delimitación marítima entre Chile y Perú, Perú postergó las reuniones sobre el Anillo Energético Sudamericano al igual que Bolivia quien también fue propuesto como proveedor del gas de Tarija.

## Venezuela
Si el problema persiste, los gobiernos del Mercosur y Chile podrían acudir al gobierno de Venezuela, aunque este tampoco se muestra optimista a vender parte de sus reservas. A esto, se le debe añadir que Venezuela se encuentra geográficamente lejos de los países más interesados.

## Frases
- "Nunca pierdo el optimismo porque sé que los presidentes ven los intereses de cada uno de sus países. Lo que sí puedo señalar es que el documento del tratado va a estar terminado, así que ellos son dueños de tomar la decisión que crean más apropiada". Ministro chileno de Energía, Jorge Rodríguez Grossi.